# مایل اسویلار
میله اسویلار (سیریلیک صربی: Миле Свилар؛ زادهٔ ۲۷ اوت ۱۹۹۹) بازیکن فوتبال اهل بلژیک است که برای باشگاه فوتبال رم در سری آ ایتالیا بازی می‌کند. 

## آمار ملی

### بازی‌های ملی
تا تاریخ ۱ سپتامبر ۲۰۲۱
| صربستان | صربستان | صربستان  | صربستان  |
| سال     | بازی    | کلین شیت | گل خورده |
| ------- | ------- | -------- | -------- |
| ۲۰۲۱    | ۱       | ۱        | ۰        |
| مجموع   | ۱       | ۱        | ۰        |